# ジス・マスト・ビー・ザ・プレイス
「ジス・マスト・ビー・ザ・プレイス」（This Must Be the Place (Naive Melody)）は、トーキング・ヘッズが1983年に発表した楽曲。

## 概要
デヴィッド・バーンはコンサート映画『Stop Making Sense』のDVDに収録されているセルフ・インタビューで次のように述べている。
タイトルの丸かっこの「Naive Melody」は、ギターとベースのオスティナート（執拗反復）をそのまま言及する言葉と言われている。ウォーリー・バダルーがシンセサイザーで、デヴィッド・ヴァン・ティーゲムがパーカッションで参加している。
1983年5月31日に発売された5枚目のスタジオ・アルバム『スピーキング・イン・タングズ』に収録された。同年11月にシングルカットされた。B面は「ムーン・ロックス」。ビルボード・Hot 100で62位を記録し、全英シングルチャートで51位を記録した。
1984年4月24日、ジョナサン・デミが監督したグループのコンサート映画『Stop Making Sense』が公開される。同作品は1983年12月にハリウッドのパンテージズ劇場で行われたライブを記録したものであり、本作品も収録された。終盤のバーンのダンスは、フレッド・アステアが映画『恋愛準決勝戦』（1951年）でコートラックを自在に操りながら踊るシーンを模している。ティナ・ウェイマスはベースではなく、フェンダー・スウィンガーのギターを弾いている。
同年9月、映画のサウンドトラック・アルバム『Stop Making Sense』が発売。10月、アルバムから「ワンス・イン・ア・ライフタイム」のライブ・バージョンがシングルカットされた。B面は、サウンドトラック・アルバムには収録されなかった「ジス・マスト・ビー・ザ・プレイス」のライブ・バージョンであった。
映画が制作された頃、本作品のミュージック・ビデオも作られた。グループがコンサートのサポート・メンバーの面々と家でくつろぎながらホーム・ムービーを見る、という設定で、登場人物たちは後半で地下に下りて行き、楽器をもって演奏をする。グループ以外の出演者はアレックス・ウィア、バーニー・ウォーレル、スティーヴ・スケールズ、エドナ・ホルト、リン・マブリー。
2011年公開の映画『This Must Be the Place』は本作品にちなんでタイトルがつけられた（邦題『きっと ここが帰る場所』）。映画の中で主演のショーン・ペンはデヴィッド・バーンのコンサートに行き、バーンが「ジス・マスト・ビー・ザ・プレイス」をフルで演奏をするのを見る。
そのほか、『ウォール街』（1987年）と続編の『ウォール・ストリート』（2010年）で使用された。

## チャート
| チャート（1983年）               | 最高順位 |
| -------------------------------- | -------- |
| イギリス（全英シングルチャート） | 51       |
| アメリカ（Billboard Hot 100）    | 62       |